# Wladimir Petrowitsch Lukin

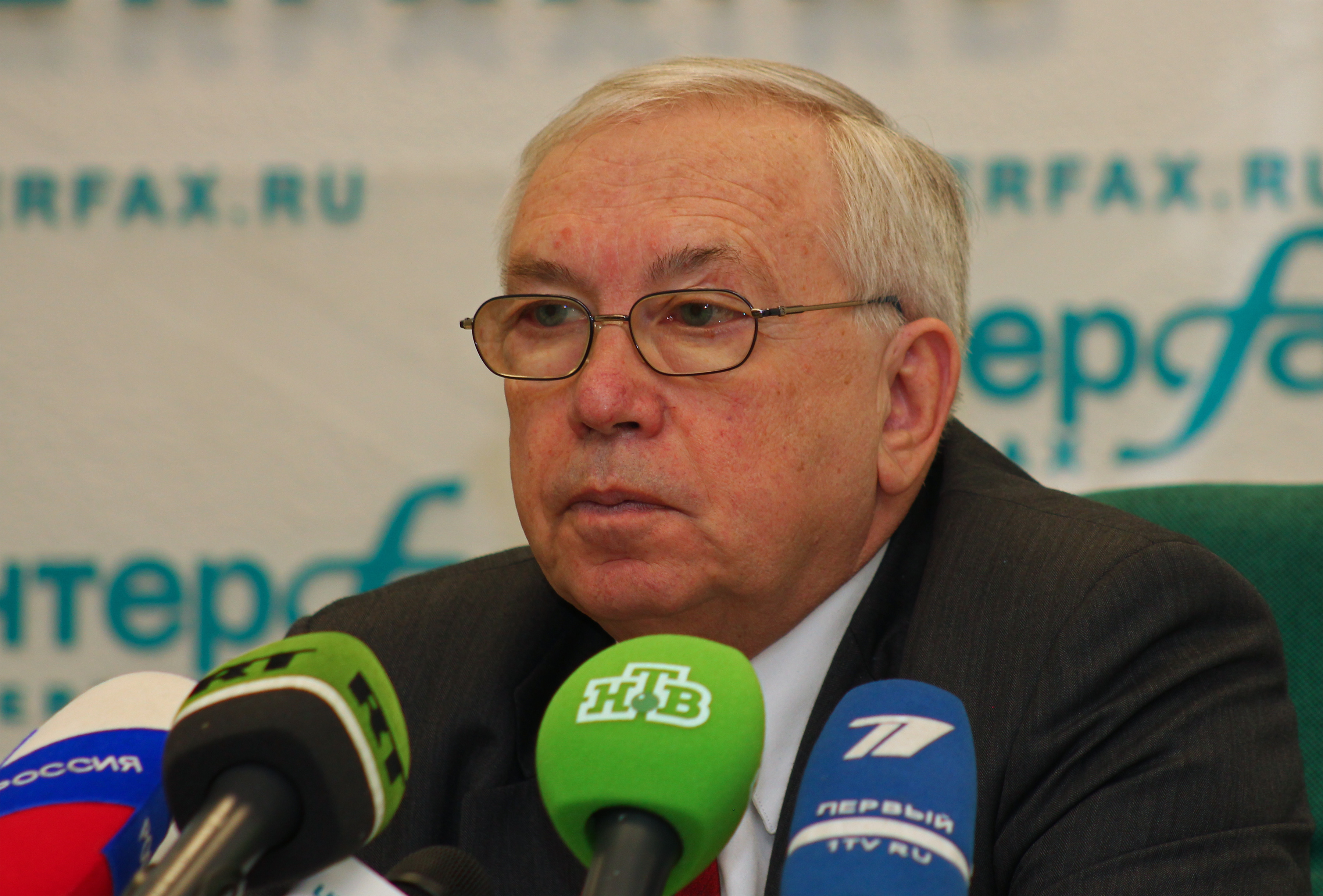
Wladimir Lukin, 2011

Wladimir Petrowitsch Lukin (russisch Владимир Петрович Лукин; * 13. Juli 1937 in Omsk) ist ein russischer Politiker und war von 1993 bis 2003 Duma-Abgeordneter für die Partei Jabloko.

## Leben
Lukin absolvierte 1959 die Historische Fakultät am Staatlich-Pädagogischen Institut Moskau. Nach Promotion und Habilitation am Institut für Weltwirtschaft und internationale Beziehungen arbeitete er in den Jahren 1968 bis 1987 als Leiter der Arbeitsstelle für fernöstliche Politik am Nordamerika-Institut der UdSSR.
Von 1992 bis 1993 war Lukin Botschafter der Russischen Föderation (RF) in den USA. Seit 1993 war er Duma-Abgeordneter und zählte zu den Mitbegründern der liberalen Partei Jabloko, deren Vize-Vorsitz er innehatte. Zudem war er seit 1993 Vorsitzender des Dumaausschusses für Auswärtige Angelegenheiten und Ständiger Beobachter der RF bei der Organisation Amerikanischer Staaten. Nach den Wahlen im Dezember 2003 schied er aus der Duma aus.
Im Jahre 2004 wurde er von Präsident Putin zum Menschenrechtsbeauftragten des russischen Parlaments (Staatsduma) ernannt. Das Amt verpflichtet zu parteipolitischer Neutralität, seine Mitgliedschaft bei Jabloko ruht. Nach Ablauf von zwei fünfjährigen Amtszeiten durfte er nicht erneut kandidieren. Seine Nachfolgerin wurde Ella Pamfilowa.
Während der Euromaidan-Unruhen bat Putin Lukin am 20. Februar 2014, als Vermittler Russlands nach Kiew zu reisen.
Er beteiligte sich dort an der Ausarbeitung der Vereinbarung über die Beilegung der Krise in der Ukraine vom 21. Februar 2014.
Im Mai 2014 verhandelte er als Menschenrechtsbeauftragter Russlands gemeinsam mit dem Generalsekretär des Europarates, Thorbjørn Jagland erfolgreich mit Separatisten in Slawjansk über die Freilassung von sieben Militärbeobachtern und ihren fünf ukrainischen Begleitern, die am 25. April wegen angeblicher Spionage für die NATO festgenommen worden waren.
Seit 1997 ist Lukin Präsident des Nationalen Paralympischen Komitees Russlands.
Wladimir Lukin ist verheiratet und hat zwei Söhne.